# Saga Björklund Jönsson
Saga Björklund Jönsson, född i Skåne 15 oktober 1988, är en svensk skådespelare, regissör, kompositör och showartist.

## Biografi

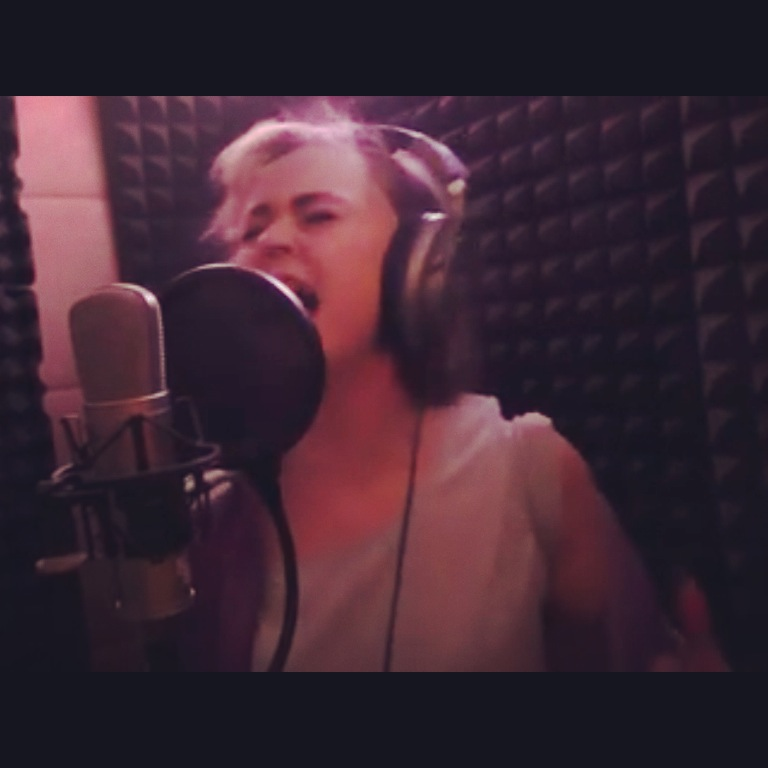
Recording "Equal" in High Light Records Studioz [IT

Saga Björklund Jönsson gjorde tidiga erfarenheter som musikalartist. Redan från tioårsåldern medverkade hon i ett tiotal musikaler på Scen Österlen, bland annat Oliver!, Peter Pan och Ronja Rövardotter, i regi av Dag Norgård.  Denne blev senare hennes regihandledare, då hon började regissera på samma teater.
Saga Björklund Jönsson gick musikallinjen på Österlengymnasiet, och därefter studerade hon musikdramatik vid Wendelsbergs Folkhögskola, för att sedan komma in på Performing Arts School, där hon utbildade sig till showartist. Parallellt med sina studier ingick hon i scenkonstkollektivet Bataljonen, där hon sedan 2011 regisserat, koreograferat och medverkat i ett 70-tal föreställningar. 
Efter studietiden har Saga arbetat som showartist, kompositör och regissör på en mängd institutioner och i fria grupper i framförallt Sverige och Tyskland. 

## Sceniska projekt
Saga är en del av scenkonstkollektivet BATALJONEN och har regisserat, koreograferat och spelat i över 50 föreställningar sedan 2011.
Under senhösten 2014 startade Björklund Jönsson tillsammans med Nicola Bremer House-projektet Father and son Mainstream, i vilket Saga Björklund Jönsson komponerar musik och sjunger, och Nicola Bremer skriver text. De släppte sina första tre singlar i april 2015, och gjorde sommaren 2015 en Europaturné i Sverige, Norge, Tyskland, Italien och Rumänien, där de spelade på bland annat Flying Freedom Festival. Father and Son Mainstream bytte under 2016 namn till The Mainstream Official, och är numera ett scenkonstkompani samt houseband som producerat fem föreställningar: Vem är jag in Svenska?, Refugee Safari och Postcapitalist Flirt, Liberté, Egalité Beyoncé och It wasn't me. De har spelat i 11 länder i Europa och i Mellanöstern, och samarbetar med musiker och artister över hela världen.
Saga Björklund Jönsson var med och startade teatern på Alfons Åbergs Kulturhus år 2012 och har där spelat Alfons Åberg fram till 2014. Hon införde där teater med teckenspråk, som fortfarande spelas där i hennes regi. Där har hon även regisserat Tre systrar och Trollflöjten.
Saga Björklund Jönsson började skriva musik vid 20 års ålder, och 2013 komponerade hon sin första musikal, SÅPAN - You don't wanna drop it. Den spelades på Unga Klara med Kvalitetsteatern i regi av Robin N Spegel, som även skrev texten. 2014 komponerade Saga Björklund Jönsson musiken till Borås Stadsteaters uppsättning av Djävla Nuläge i regi av Erik Holmström, med Gunnel Fred, Andrea Edwards, Erik Holmström och Saga Björklund Jönsson på scenen. Föreställningen gick på turné hösten 2014 och spelade bland annat på Stockholms Stadsteater och Ung scen/öst.
Saga Björklund Jönsson har medverkat som musikalartist i Nature Theater of Oklahoma under deras Europaturné 2013, Poste Restante i deras föreställning Closing Time - one last call  och på Folkteatern i Göteborg i föreställningarna Breaking the Waves , Strindberg X-mas  och Happyland 1979. Detta var början på ett samarbete mellan Folkteatern och Göteborgs kyrkliga stadsmission, där Saga Björklund Jönsson 2014 arbetade som regissör, bland annat med en uppsättning av Lars Noréns Kliniken. 
Hösten 2014 skapade hon tillsammans med Amanda Elsa Larsson föreställningen Röst - vad skulle du säga om alla lyssnade? , som senare blev en rörelse, en serie föreställningar, en gemenskap. RÖST har gett föreställningar på bland annat Stora Teatern, MR-dagarna, Göteborgs stadsmuseum och Kulturkalaset.

Saga Björklund Jönsson är låtskrivare i sitt soloprojekt That girl is smiling , med framträdanden på bland annat Röda Sten i Göteborg.
2017 komponerade och regisserade Saga Riksteaterns föreställning Åååå snälla följ mig <3 <3 <3 tillsammans med dramatikern Isabel Cruz Liljegren.
2018-2020 arbetade Saga med föreställningarna; My Very Own Double Crisis Club på Stadsteatern i Konstanz [musik]  Biedermann und die Brandstifter på Stadsteatern i Dresden [musik], Olivia! – en queer klubbshow – Bataljonen på GöteborgsOperan [regi, koreografi], There’s a kind of travesty of humanity over there – Bataljonen [musik, skådis], Requiem – New Opera CO på Atalante [sångerska], Besatt av tider som flytt – Atalante [sångerska], AM WASSER – City Theater of Konstanz [musik], Vem är en hjälte? – miniopera påGöteborgsOperan [musik], it wasn’t me – The Mainstream Official i samarbete med New Opera CO [musik, skådis], The Superstar på Masthuggskyrkan i samarbete med Bataljonen [regi], Honungsgrävlingen på Ung Scen Öst [musik], ommarmorden – Bataljonen i samarbete med kvalitetsteatern [musik och regi]